# Cristina Rota
Cristina Rota (* 30 Januar 1945 in La Plata, Argentinien) ist eine argentinische Schauspielerin, Schauspiellehrerin und Regisseurin, die in Spanien lebt.

## Leben
Cristina Rota war mit dem Schauspielkollegen Diego Botto verheiratet und lebte mit ihm und den gemeinsamen Kindern María Botto und Juan Diego Botto in Argentinien. Nachdem ihr Ehemann während des Schmutzigen Kriegs der Militärdiktatur im März 1977 verschwand zog die Schauspielerin mit ihren Kindern in die spanische Hauptstadt Madrid. 1979 brachte Rota ihr drittes Kind, Nur Al Levi, zur Welt. Auch diese ist als Schauspielerin tätig.
In Spanien gründete Cristina Rota 1978 eine Schauspielschule, die Escuela de Interpretación. Dort studierten unter anderem Malena Alterio, Marta Etura, Pilar Castro, Julia Beerhold, Goya Toledo, Romina Espinosa, Penélope Cruz sowie Secun de la Rosa. In ihrer Tätigkeit als Schauspiellehrerin verfasste Rota das 2003 erschienene Lehrbuch Los primeros pasos del actor (dt. Die ersten Schritte des Schauspielers).
2008 erschien die Autobiografie von Cristina Rota unter dem Titel Diré Que Te Recuerdo (dt. Ich werde sagen, dass ich mich an dich erinnere).

## Filmografie
als Schauspielerin
- 1985: La reina del mate
- 1986: Virtudes Bastián
- 1987: En penumbra
- 1994: Party Line
- 2003: Colores
- 2006: Crime of a Bride (El Crimen de una novia)

als Regisseurin
- 2003: Los abajo firmantes